# Haltérophilie aux Jeux olympiques d'été de 1928
Navigation
Paris 1924 Los Angeles 1932
Résultats des épreuves d'haltérophilie dans le cadre des Jeux olympiques d'été de 1928 à Amsterdam. Cinq épreuves furent disputées.

## Tableau des médailles
| Rang  | Pays            | Médaille d'or | Médaille d'argent | Médaille de bronze | Total |
| 1     | Allemagne       | 2             | 0                 | 1                  | 3     |
| 2     | Autriche        | 2             | 0                 | 0                  | 2     |
| 3     | France          | 1             | 1                 | 1                  | 3     |
| 4     | Égypte          | 1             | 0                 | 0                  | 1     |
| 5     | Italie          | 0             | 2                 | 0                  | 2     |
| 6     | Estonie         | 0             | 1                 | 0                  | 1     |
| 7     | Pays-Bas        | 0             | 0                 | 2                  | 2     |
| 8     | Tchécoslovaquie | 0             | 0                 | 1                  | 1     |
| Total | Total           | 6             | 4                 | 5                  | 15    |

## Résultats
| Catégorie            | Or                          | Argent                  | Bronze                          |
| Plumes –60 kg        | Franz Andrysek Autriche     | Pierino Gabetti Italie  | Hans Wölpert Allemagne          |
| Légers 60–67.5 kg    | Hans Haas Autriche          | -                       | Fernand Arnout France           |
| Légers 60–67.5 kg    | Kurt Helbig Allemagne       | -                       | Fernand Arnout France           |
| Moyens 67.5–75 kg    | Roger François France       | Carlo Galimberti Italie | August Scheffer Pays-Bas        |
| Mi-lourds 75–82.5 kg | El Sayed Nosseir Égypte     | Louis Hostin France     | Johannes Verheyen Pays-Bas      |
| Lourds +82.5 kg      | Josef Straßberger Allemagne | Arnold Luhaäär Estonie  | Jaroslav Skobla Tchécoslovaquie |